# Izydor z Chios
Święty Izydor z Chios (ur. w Aleksandrii, zm. 251 na Chios) – święty i męczennik Kościoła katolickiego i Cerkwi prawosławnej.

## Życiorys
Izydor pochodził z Aleksandrii i był żołnierzem w oddziale komendanta Numeriana. Podczas pobytu wojska na wyspie Chios centurion Juliusz oskarżył Izydora, że nie składa ofiar rzymskim bogom. Wówczas Izydor wyznał swoją wiarę w Chrystusa. Widząc jego niezmienną postawę Numerian kazał go ściąć mieczem. Ciało świętego wrzucono do studni. Męczeńska śmierć Izydora miała miejsce za panowania cesarza Decjusza w 251 roku. Wspomniany przez Martyrologium Rzymskie z 1938 roku.

## Legendy
Według legendy prowadzony na śmierć Izydor płakał z bólu, a tam, gdzie upadły jego łzy, pojawiał się mastyks.

## Relikwie i sanktuaria
Na jego grobie w V wieku wybudowano bazylikę św Izydora. Woda ze studni, do której wrzucono ciało Izydora, uchodziła za cudowną. Relikwie św. Izydora znalazły się od 1125 w kaplicy w bazylice św. Marka w Wenecji. Powróciły do Chios w 1967.